# 화물 칸막이
차량용 화물 칸막이는 차량 후방에 짐이나 국내 애완동물(주로 개)을 실을 때 탑승자의 안전을 돕기 위해 자동차에 설치되는 자동차 부품이다. 화물 칸막이에 사용되는 다른 용어로는 도그 가드, 메쉬 파티션, 적재물 분리대, 애완동물 칸막이, 메쉬 그릴 등이 있다.
화물 칸막이는 다양한 모양과 형태를 가질 수 있지만, 일반적으로 금속 구조로 되어 있으며, 막대 또는 메쉬로 제작되거나 조립된다. 주된 목적은 자동차, 4X4, MPV, SUV 및 상용차를 포함한 다양한 유형의 차량에서 트렁크 공간과 승객 공간 사이에 칸막이 역할을 하는 것이다. 이는 정상적인 사용 중이거나, 더 중요하게는 차량 충돌 시 동물이나 짐이 승객 공간으로 들어오는 것을 막는 방법으로 작용한다.
화물 칸막이는 택시, 수하물/적재물, 차량 장비 운송, 캠핑 또는 차량 트렁크의 전체 적재 공간을 최대화해야 할 필요가 있는 경우 등 다양한 용도로 사용된다. 이를 통해 좌석 상단 높이보다 짐을 더 높이 실을 수 있으며, 짐과 차량 탑승자 사이에 효과적인 칸막이를 제공한다.
이러한 칸막이는 범용 또는 차량에 특화된 맞춤형으로 제공된다. 범용 화물 칸막이의 장점은 개조 없이 여러 차량에 배치할 수 있다는 것이다. 그러나 승용차 에어백 및 측면 보호 시스템의 장착이 증가함에 따라, 더 높은 수준의 강성, 안전 및 보안을 보장하기 위해 맞춤형 칸막이가 점점 더 선호되고 있다. 맞춤형 칸막이의 세계 최대 생산자는 Travall이며, 이 회사는 400개 이상의 다양한 모델을 위한 차량별 칸막이를 설계 및 제조하는 영국 기반 회사이다.
좋은 품질의 화물 칸막이는 용접된 메쉬 삽입물이 있는 견고하게 제작된 강철 프레임, 내구성 있는 코팅 마감(예: 나일론 파우더 코팅), 차량 C 필러 또는 차량 프레임에 장착되는 지지대(충격 하중을 뒷좌석이 아닌 차량 섀시에 전달하기 위함), 그리고 쉬운 장착 및 탈착으로 구성되어야 한다. 범용 칸막이는 일반적으로 장착 및 설치가 좋지 않고, 더 저렴하며, 여러 차량에 설치할 수 있다. 반면 맞춤형 화물 칸막이는 일반적으로 훨씬 더 높은 빌드 품질을 가지며, 더 견고하게 설치되고, 더 나은 장기 보안을 제공한다.
롤바처럼 설계된 것은 아니지만, 화물 칸막이는 차량 전복 시 차량 지붕의 붕괴를 막는 데도 도움이 될 수 있다.

## 설치
일부 화물 칸막이는 차량 내 여러 위치에 장착되도록 설계되었다. 예를 들어, 앞좌석 뒤와 뒷좌석 뒤에 장착할 수 있다. 이는 뒷좌석을 접어 적재 공간을 늘리면서도 운전자/승객 보호를 제공할 수 있게 한다. 이러한 화물 칸막이는 차량 내 여러 위치에 장착 부속품을 설치해야 할 수 있다.
차량의 화물칸은 내부에서 열 수 없는 경우가 많기 때문에, 화물 칸막이를 설치하면 어린이 또는 성인에게 갇힐 위험이 될 수 있다. 경우에 따라 칸막이에 탈착식 플라스틱 창문이 제공되어 승객실로 접근할 수 있게 한다. 다른 경우에는 비상 탈출 망치가 제공되어 뒷창문을 깨고 탈출할 수 있게 한다.
일부 차량 제조업체는 화물 칸막이를 수용하도록 설계된 장착 지점을 일부 차량에 제공한다. 다른 경우에는 안전상의 이유로 아동 보호 장치 및 기타 목적을 위해 설계된 장착 지점을 활용하는 대신, 많은 화물 칸막이가 특수 장착 브래킷, 소켓, 녹 방지제 및 트림 액세서리를 차량에 장착해야 한다. 이러한 경우 제조업체는 이러한 장착 장비를 올바르게 설치하는 데 높은 기술적 역량이 필요하므로 숙련된 설치 전문가가 설치할 것을 권장할 수 있다. 숙련된 설치 전문가는 이러한 설치를 수행하는 데 몇 시간이 걸릴 수 있다.
일부 화물 칸막이는 장착 장비가 차량에 장착된 후 사용자가 재배치하거나 제거할 수 있도록 설계되었다. 몇 분 안에 이를 수행할 수 있는 퀵 릴리스 메커니즘이 장착되어 있을 수 있다.

## 제조사
호주 제조업체로는 밀포드 인더스트리, 헤이먼 리스, 오스가드 등이 있다. 유럽 브랜드로는 애스태그, 바르조, 가즈맨, 클라인메탈, 손더스], 트라발 등이 있다.
캐나다 제조업체로는 IMC 카고 배리어스가 있다.
이러한 제품들은 차량 제조업체의 액세서리 프로그램(OEM/OES)을 통해 더 일반적으로 이용 가능하지만, 일반적으로 EU에서는 크게 지원되지 않는다. 이로 인해 소비자들은 온라인 소매업체나 소매점을 통해 애프터마켓에서 더 일반적으로 구매하고 있다.